# Кафа мока
Caffè мока (арапски: موكا), такође се назива мокачино јесте топли напитак са укусом чоколаде који је варијанта кафе лате, се обично служи у чаши, а не у шољи.
Име потиче од града Мока у Јемену, који је био један од центара ране трговине кафом. Као и лате, назив се обично скраћује на само мока.

## Порекло
Назив „мока“ потиче од јеменске луке Мока, која је била лука позната по трговини кафом од 15. до 17. века и где су се извозиле мале количине фине кафе узгајане у оближњим брдима. Када се култура испијања кафе проширила на Европу, Европљани су увоз кафе из Арабије називали Мокас, иако је кафа из Јемена била неуобичајена и често се мешала са зрнима из Абисиније, а касније се кафа из Малабара или Западне Индије такође рекламирала као Мока кафа.
У савременој верзији напитка мока садржи чоколаду а неки извори сматрају да је то резултат конфузије коју изазива чоколадни тон који се понекад може наћи у јеменској кафи. Чоколада је комбинована са кафом након што је чоколадни напитак уведен у Италију у 17. веку; у Торину, чоколада је помешана са кафом и кајмаком да би се произвела bavareisa, која је еволуирала у 18. веку у bicerin сервиран у малој прозирној стакленој чаши где се његове компоненте могу посматрати као три одвојена слоја. Међутим, пре 1900-их, Мока се односила на јеменску кафу, а њено значење је почело да се мења на прелазу из 20. века, а почели су да се појављују рецепти за храну као што су колачи који комбинују чоколаду и кафу који се односе на моку. Године 1920. објављен је рецепт за охлађену моку са млеком, кафом и какаом као састојцима.

## Особине
Као и кафе лате, мока се заснива на еспресу и топлом млеку, али са додатком ароме чоколаде и заслађивача, обично у облику какао праха и шећера. Многе врсте уместо тога користе чоколадни сируп, а неке могу да садрже тамну или млечну чоколаду.
У најосновнијој верзији, такође се може назвати врућом чоколадом са додатком (на пример, чашицу) еспреса. Као и капућино, кафе мока обично садрже карактеристичну млечну пену на врху; као што је уобичајено са топлом чоколадом, понекад се уместо тога служе са шлагом. Обично су преливени посипањем цимета, шећера или какао праха, а на врх се може додати и бели слез за укус и декорацију.